# Human Design

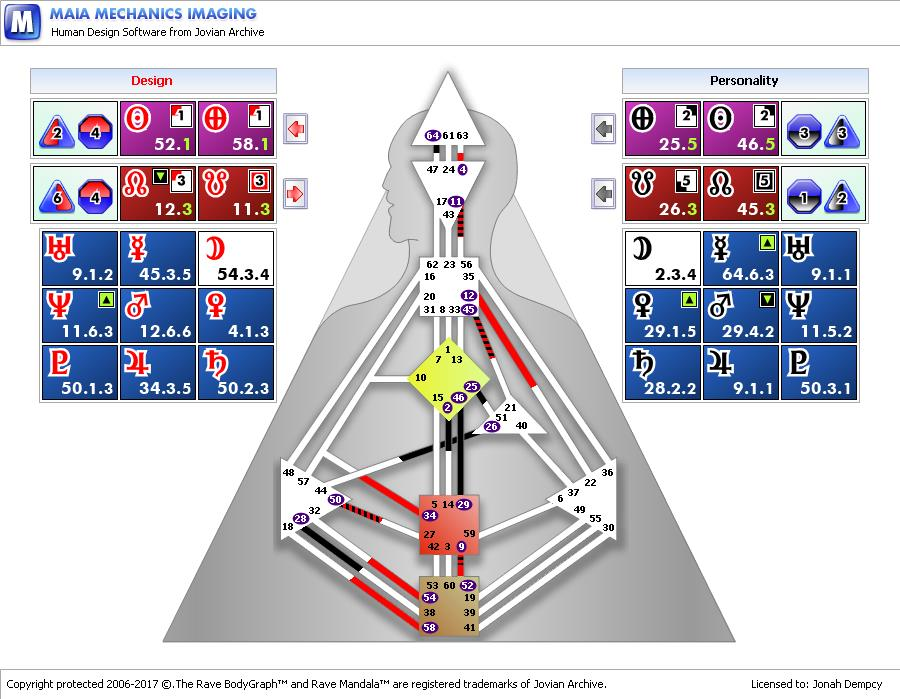
Bodygraph pochodzący z aplikacji Maia Mechanics Imaging Software

Human Design – system samowiedzy stworzony przez Alana Roberta Krakowera (ur. 1948, zm. 2011). Bazuje na pseudonauce i nie jest poparty żadnymi badaniami naukowymi. W 2023 r. został wpisany na listę „In” przez amerykańskie czasopismo „The Washington Post”. Główne założenia systemu zostały opisane w książce pt. Definitywna Księga Human Design napisanej przez Lyndę Bunnell oraz Alana Roberta Krakowera pod pseudonimem Ra Ura Hu.

## Opis
Human Design łączy astrologię, I Ching, kabałę i filozofię wedy. Został stworzony przez Alana Roberta Krakowera, który w 1992 roku opublikował książkę zatytułowaną The Human Design System pod pseudonimem Ra Ura Hu. Krakower opracował system Human Design po mistycznym doświadczeniu w 1987 roku. Human Design jest systemem samowiedzy, który nie ma żadnego konkretnego religijnego dogmatu ani przynależności. Mimo to teolog J.R. Hustwitt opisał go jako „projekt transreligijny”, który „zapiera dech w piersiach” i łączy siedem lub więcej tradycji. Został również opisany jako instrument poradnictwa psychologicznego i „nowa astrologia”. W analizie Human Design używany jest horoskop w formie wykresu ciała. Wykres ciała pokazuje 64 heksagramy I Ching w różnych miejscach ciała. Czasami jest pokazywany w mandali, nałożony na 12 znaków zodiaku. Human Design odnosi się również do sposobu odżywiania, idealnego środowiska do życia, pracy i relacji międzyludzkich. Ponadto zwolennicy systemu wierzą, że ułatwia on „głęboki dostęp do inteligencji cielesnej, pokoleniowej i międzywymiarowej”.

## Typy Human Design
Według twórcy tego systemu, Ra Ura Hu, mamy 4 typy energetyczne ludzi. Typ wynika z rodzaju aury. Te typy toː Manifestor, Generator, Projektor i Reflektor. Każdy typ ma swój specyficzny sposób funkcjonowania i określoną strategię działania, która według twórcy tego systemu pozwala unikać oporu w życiu. Po upublicznieniu tego systemu w 1992 r. zaczęły powstawać inne systemy opierające się na Human Design, które wprowadzają własne modyfikacje do głównych założeń tego systemu. Jedną z nich jest teza, głosząca, że istnieje pięć typów Human Design: Manifestor, Generator, Generator Manifestujący, Projektor i Reflektor. Pięć typów jest zdefiniowanych przez trzy kategorie: strategia, czyli sposób w jaki są podejmowane przez człowieka decyzje, jak działa aura i wpływ na innych oraz podpis osoby, który wskazuje w jakim kierunku zmierza jego życie.
System ten wyróżnia siedem sposobów podejmowania decyzji: emocjonalny, sakralny, splotu słonecznego, samoprojektowania, cyklu księżycowego i ego.